# Terracina
Terracina là một đô thị và cộng đồng (comune) ở tỉnh Latina (chon đến năm 1934 thuộc tỉnh Roma) trong vùng Lazio miền nam nước Ý.
Đô thị Terracina có diện tích 136 kilômét vuông, dân số thời điểm năm 2001 là 36.633 người. Thành phố này cách Roma 76 km về phía đông nam theo đường sắt và 56 km theo Via Appia.